# Championnats de France de paratriathlon 2019
Navigation
2018 2020
Les championnats de France de paratriathlon 2019 ont lieu à Montluçon le samedi 5 octobre 2019.

## Palmarès
31 compétiteurs sont inscrits pour 2019, 27 hommes et 4 femmes. Classement général de la course qui s'est déroulée sur distance S, ils mettent en œuvre la classification de handicap validée par la Fédération internationale de triathlon,

### Hommes
| Position           | PTWC             | PTS2              | PTS3             | PTS4                      | PTS5                    | PTVI                     |
| ------------------ | ---------------- | ----------------- | ---------------- | ------------------------- | ----------------------- | ------------------------ |
| Médaille d'or      | Alexandre Paviza | Geoffrey Wersy    | Cédric Denuzière | Alexis Hanquinquant       | Pierre-Antoine Baele    | Antoine Perel            |
| Médaille d'argent  | Louis Noël       | Jules Ribstein    | Anthony Bethléem | Benjamin Lacroix Desmazes | Jean-Gary Maison-Fossey | Harles-Édouard Catherine |
| Médaille de bronze | NA               | Marc Gaviot-Blanc | Michaël Herter   | Cyril Guillard            | NA                      | Hugo Mazet               |

### Femmes
| Position           | PTWC | PTS2 | PTS3 | PTS4             | PTS5             | PTVI              |
| ------------------ | ---- | ---- | ---- | ---------------- | ---------------- | ----------------- |
| Médaille d'or      | NA   | NA   | NA   | Coline Grabinski | Gwladys Lemoussu | Annouck Curzillat |
| Médaille d'argent  | NA   | NA   | NA   | NA               | NA               | NA                |
| Médaille de bronze | NA   | NA   | NA   | NA               | NA               | NA                |